# Boicot de la Unión Soviética a las Naciones Unidas
La Unión Soviética boicoteó las Naciones Unidas desde el 13 de enero hasta el 1 de agosto de 1950. El boicot se originó por una disputa sobre la representación de China ante las Naciones Unidas. La Unión Soviética exigió que los representantes de la República Popular China se sentaran en el Consejo de Seguridad de las Naciones Unidas, mientras que las Naciones Unidas reconocieron a los representantes del Kuomintang y la República de China. Después de que la Unión Soviética perdiera una moción para sentar a la República Popular China en la ONU el 13 de enero de 1950, decidió boicotear a estos últimos.

## Trasfondo
La China postmonarquía fue miembro fundador de las Naciones Unidas en las conferencias de San Francisco en 1945. En la conferencia de abril de 1945 estuvieron presentes T. V. Soong, Wei Tao-ming, Wellington Koo y Wang Chung Hui del Kuomintang y Tung Pi-wu de la República Popular China. También en la conferencia de clausura en junio, estuvo presente toda la delegación china y la Carta de las Naciones Unidas fue firmada por el presidente chino Chiang Kai-shek en agosto de 1945. Después de que la República Popular China estableció un gobierno de la República Popular China, la República Popular China exigió el 18 de noviembre de 1949 que las Naciones Unidas los reconocieran como el gobierno de China y que los representantes del Kuomintang fueran expulsados de las Naciones Unidas. El mismo mes, la Unión Soviética secundó la solicitud de la República Popular China, argumentando que el Kuomintang controlaba solo una fracción de China y se negaba a participar en el primer comité de la Asamblea General de las Naciones Unidas. Sin embargo, la solicitud de la República Popular China no fue considerada, pero se aprobó una resolución de Australia, que exigía que el pueblo chino pueda elegir sus instituciones políticas libremente y sin influencia extranjera.

## Boicot
El 8 de enero de 1950, el primer ministro de la República Popular China, Zhou Enlai, transmitió una carta al Consejo de Seguridad de las Naciones Unidas en la que solicitaba que el Consejo de Seguridad no reconociera legalmente al Kuomintang. El 10 de enero, la Unión Soviética presentó formalmente una moción para excluir a los representantes del Kuomintang del Consejo de Seguridad.
Después de que el 13 de enero la moción de la Unión Soviética para sentar a la República Popular China en lugar de a los nacionalistas chinos (Taiwán) no lograra una mayoría, el embajador soviético, Yakov Malik, abandonó la reunión y afirmó que no regresaría mientras Tsiang Tingfu, el representante del Kuomintang, era miembro del Consejo de Seguridad y no fue reemplazado por un representante de la República Popular China. La Unión Soviética amenazó con no reconocer ninguna decisión tomada por el Consejo de Seguridad mientras los nacionalistas chinos fueran parte de él. Más tarde, la Unión Soviética también boicoteó otros órganos de la ONU en los que estaban sentados representantes del Kuomintang. Durante el boicot soviético, el Consejo de Seguridad de las Naciones Unidas adoptó una resolución que permitía el despliegue de tropas de la ONU en la guerra de Corea en defensa de Corea del Sur contra el ataque de las fuerzas comunistas de Corea del Norte.

## Secuelas
Los soviéticos cuestionaron la legalidad de la resolución ya que, en su opinión, fue aprobada por solo seis votos en ausencia de la Unión Soviética y también de China, ya que los soviéticos se negaron a reconocer el voto de la República de China en el consejo de seguridad. Los soviéticos argumentaron que los cinco miembros permanentes del Consejo de Seguridad debían estar presentes en cualquier decisión sobre un asunto importante. Sin embargo, la Corte Internacional de Justicia dictaminó que la ausencia de un miembro del consejo de seguridad durante una sesión de votación se consideró como una abstención y, por lo tanto, la resolución era legal. A finales de julio, los soviéticos informaron al secretario general de las Naciones Unidas, Trygve Lie, que el 1 de agosto Rusia asumiría la presidencia del consejo de seguridad.